# Шитова Тетяна Ігорівна
Тетяна Ігорівна Шитова (рос. Татьяна Игоревна Шитова; нар. 1 серпня 1975 року) — російська актриса театру, кіно й озвучування.

## Навчання та початок акторської кар'єри
Народилася 1 серпня 1975 року.
Ще в шкільні роки мріяла стати артисткою і виходити на сцену, тому після закінчення навчання подала документи у Вище театральне училище імені Михайла Щепкіна, який закінчила в 1996 році.
Незабаром після закінчення театрального вишу потрапила до складу трупи МХАТу імені Максима Горького, де зіграла в таких спектаклях, як «Синій птах», «Вишневий сад», «Ліс», «Дама-невидимка». Потім працювала в театрі «Сфера», де в її репертуарі були вистави «Вестсайдська історія», «Королівство — на стіл!», «У лісах і на горах», «Нахлібник», «Сміх у темряві», «Весняна казка», «Запрошення в замок». Зараз не полягає в штаті якого-небудь театру, грає в антрепризах.
Цього року 2025 буде вже виповниться 50-й ювілей.

## Озвучування
Голосову роботу починала на озвучування рекламних роликів. У дубляж потрапила в 2003 році на запрошення Всеволода Кузнєцова та Олександра Майорова. У різний час на російську мову озвучувала таких актрис, як Наталі Портман, Скарлетт Йоханссон, Емму Стоун, Кемерон Діас і Ліндсі Лохан. У фільмах «Трансформери» і «Трансформери: Помста занепалих» озвучила Мікаелу Бейнс.
У 2017 році російська компанія Яндекс анонсувала віртуального помічника Алісу, яка говорить голосом Шитової: «…Голос Аліси — синтетичний, навчений на записах Тетяни Шитової завдяки нейромережі, яка „склеює“ звуки в слова і підбирає інтонацію.
Також актриса Тетяна Шитова озвучує в російському кінопрокаті героїнь Скарлетт Йоханссон… Голосом Тетяни Шитової розмовляє Саманта — операційна система з фільму Спайка Джонза „Вона“…».

## Особисте життя
Деякий час була в стосунках з актором Анатолієм Журавльовим, від якого у неї в 2009 році народилася донька Василина. Зараз в шлюбі не перебуває.

## Дубляж

### 2019 рік
- Омен: Переродження — Сара (Тейлор Шиллінг)
- Матрьошка — Надя (Наташа Лионн)
- Морі спокуси — Констанс (Дайан Лейн)
- Капітан Марвел—Наташа Романофф/Чорна Вдова (Скарлетт Йоханссон)

### 2018 рік
- Почни спочатку — Майя (Дженніфер Лопес)
- Людина-павук: Через всесвіти — Олівія «Лів» Октавиус / Доктор Восьминіг (Кетрін Ган)
- Вдови — Еліс Ганнер (Елізабет Дебікі)
- Холодна війна — Зула (Івана Куліг)
- Непотоплювані — Аманда (Лейла Бехті)
- Засновано на реальних подіях — Еллі (Ева Грін)
- Агент Джонні Інгліш 3.0 — Офелія (Ольга Куриленко)
- Світ належить тобі — Денні (Ізабель Аджані)
- Кін — Морган Хантер (Керрі Кун)
- Мег: Монстр глибини — Селеста (Джессіка МакНемі)
- Монстри на канікулах 3: Море кличе — Еріка (Кетрін Ган), голос пошукової системи
- Таллі — Марло (Шарліз Терон)
- Ти водиш! — Ганна Меллі (Айла Фішер)
- Суперсімейка 2 — Хелен Парр / Еластик (Голлі Гантер)
- Кончена — Енні (Марго Роббі)
- Месники: Війна нескінченності — Наташа Романова / Чорна Вдова (Скарлетт Йоганссон)
- Небезпечний бізнес — Елейн Маркинсон (Шарліз Терон)
- Не в собі — Ешлі Брайтерхаус (Еймі Маллінз)
- Нічні ігри — Енні (Рейчел Макадамс)
- Коротше — Одрі Сафранек (Крістен Віг)
- Тоня проти всіх — Тоня Хардінг (Марго Роббі)
- Дівчатка з Эквестрии. Та, про яку всі забудуть — Сансет Шімер (Ребекка Шойкет)

### 2017 рік
- Чудовий вік: Імперія Кесем — Хюмашах Султан (Вільдан Атасевер)
- Найбільший шоумен — Черіті Барнум (Мішель Вільямс)
- Здрастуй, тату, Новий рік! 2 — Сара (Лінда Карделліні)
- Геошторм — Уте Фассбендер (Олександра Марія Лара)
- В гостях у Еліс — Еліс Кінні (Різ Візерспун)
- Синя безодня — Ліза (Менді Мур)
- Дуже погані дівчиська — Джесс (головна роль) (Скарлетт Йоганссон)
- Мисливець з Волл-стріт — Еліс Дженсен (Ґретчен Мол)
- Мара — Тесса Конновер (Кетрін Гейґл)
- Привид у броні — майор Миру Кілліан / Мотоко Кусанагі (Скарлетт Йоганссон)
- Манчестер біля моря — Ренді Чендлер (Мішель Вільямс), Еліс Чендлер (Гретчен Мол)
- Красуня і чудовисько — покоївка Плюметт (Гугу Мбата-Роу)
- Співай — дикобразиха Еш (Скарлетт Йоганссон)
- Привиди Елоїз — Піа Картер (Елайза Душку)
- Джекі — Жаклін Кеннеді (Наталі Портман)

### 2016 рік
- Ла-Ла Ленд — Міа (Емма Стоун)[4]
- Новорічний корпоратив — Мері (Кейт Маккінон)
- Під покровом ночі — Лора Гастінгс (Айла Фішер)
- Одіссея — Симона Кусто (Одрі Тоту)
- Союзники — Маріанн Босежур (Маріон Котіяр)
- Планетаріум — Лаура Барлоу (Наталі Портман)
- Моє велике грецьке весілля 2 — Ніккі / Мардж
- Призвідники — Келлі (Крістен Віг)
- Шпигуни по сусідству — Наталі Джонс (Гал Гадот)
- Неоновий демон — Джіджі (Белла Хіткот)
- Повний розковбас — Бренду (Крістен Віг)
- Джейсон Борн — Ники Парсонс (Джулія Стайлз)
- Загін самогубців — Гарлін Квінзель / Гарлі Квінн (Марго Роббі)
- Сила волі — Пеггі (Аманда Крю)
- Мисливці за привидами — Джилліан Хольцманн (Кейт Маккінон)
- Льодовиковий період: Курс на зіткнення — Герта (Стефані Беатріс)
- Репортер — Кім Баркер (Тіна Фей)
- Руйнація — Карен (Наомі Воттс)
- Людина — швейцарський ніж — Сара (Мері Елізабет Вінстед)
- Весільний угар — Террі (Еліс Веттерлунд)
- Дівчата з Еквестрії: Ігри дружби — директор Сінч (Айріс Куїнн)
- Двоє у всесвіті — Емі Райан (Ольга Куриленко)
- Люди Ікс: Апокаліпсис — Містик (Дженніфер Лоренс)
- Перший месник: Протистояння — Наташа Романова / Чорна Вдова (Скарлетт Йоганссон)
- Книга джунглів — Каа (Скарлетт Йоганссон)
- Падіння Лондона — Лія Бэннинг (Рада Мітчелл)
- Джейн бере рушницю — Джейн Хаммонд (Наталі Портман)
- Дивергент, глава 3: За стіною — Торі (Меггі Кью)
- Зоотрополіс — Бонні Хопс (Бонні Хант)
- Аве, Цезар! — Діанна Моран (Скарлетт Йоханссон)
- Елвін і бурундуки: Бурундомандри — Британі Міллер (Крістіна Епплгейт)

### 2015 рік
- На гребені хвилі — Самсара (Тереза Палмер)
- Фокус — Джесс (Марго Роббі)
- Висотка — Джейн Шерідан (Сієнна Гіллорі)
- Дівчина з Данії — Оола Полсон (Ембер Герд)
- Сестри — місіс Гирнт (Бріттні Лоуер)
- Секрет у їхніх очах — Джесс (Джулія Робертс)
- Здрастуй, тату, Новий рік! — Сара (Лінда Карделліні)
- Аномаліза — Ліза Хессельман (Дженніфер Джейсон Лі)
- Скаути проти зомбі — Хлоя (Ніки Кокс)
- Візит — Стесіл (Селія Кінен-Болджер)
- Готель — Христина (Катерина Архарова)
- Вставай і бийся — Надя (Катеріна Муріно)
- Швидкість: Автобус 657 — Сідні (Кейт Босворт)
- Перше побачення Райлі — Місіс Андерсон (Даян Лейн)
- Ірраціональний людина — Мом (Емма Стоун)
- Любите Куперів — Емма (Маріса Томей), Елеанор (Олівія Вайлд)
- Швидкість: Автобус 657 — Сенді (Кейт Босворт)
- Фантастична четвірка — Сьюзан Шторм / Невидима леді (Кейт Мара)
- Стажер — Джулс (Енн Гетевей)
- Алоха — Еллісон Нг (Емма Стоун)
- Записки Ватикану — доктор Річардс (Кетлін Робертсон)
- Перевізник: Спадщина — Анна (Лоан Чабанол)
- Антураж — Слоун Макквевик (Еммануель Шрікі)
- Простушка — Медісон (Белла Торн)
- Шульга — Морін Хоуп (Рейчел Макадамс)
- Термінатор: Генезис — Мати Кайла (Керрі О'меллі)
- Думками навиворіт — Місіс Андерсон (Даян Лейн)
- Месники: Ера Альтрона — Наташа Романова / Чорна Вдова (Скарлетт Йоганссон)
- Фатальна пристрасть — Клер Петерсон (Дженніфер Лопес)
- Дивергент, глава 2: Інсургент — Торі (Меггі Кью)

### 2014 рік
- Книга життя — Марія Посада (Зої Салдана)
- Шукач води — Ешлі (Ольга Куриленко)
- Піраміда — Санні (Кріста Нікола)
- Енні — Коллін Ханніган (Камерон Діас)[5]
- Подорож Гектора у пошуках щастя — Клара (Розамунд Пайк)
- Пригоди Паддінгтона — Міллісент (Ніколь Кідман)
- Лофт — Вікі (Маргарита Левіева)
- Сміття — жіночі персонажі
- Дитинко
- Обитель проклятих — Ліза Грейвз (Кейт Бекінсейл)
- Дракула — Мірена / Міна (Сара Гадон)
- Загублена — Ронда Боні (Кім Діккенс)
- Нестерпні боси 2 — Тіфані
- Магія місячного сяйва — Софі Бейкер (Емма Стоун)
- Людина листопада — Еліс Фурньє (Ольга Куриленко)
- Люсі — Люсі (Скарлетт Йоганссон)
- Місто гріхів 2: Жінка, заради якої варто вбивати — Ненсі Каллахан (Джессіка Альба)
- Типу копи — Джозі (Ніна Добрев)
- Домашнє відео: Тільки для дорослих — Енні (Кемерон Діас)
- Крок уперед 5: Усе або нічого — Енді Уест (Брайана Евіган)
- Люди Ікс: Дні минулого майбутнього — Рейвен Даркхолм / Містик (Дженніфер Лоренс)
- Будинок з паранормальними явищами 2 — Меган (Джеймі Преслі)
- Дивергент — Торі (Меггі Кью)
- Перший месник: Друга війна — Наташа Романофф / Чорна вдова (Скарлетт Йоганссон)
- Повітряний маршал — Ненсі (Мішель Докері)
- Відродження імперії — Горго (Ліна Гіді)
- Академія вампірів — Еллен Кірова (Ольга Куриленко)
- Ця незручна мить — Еллі (Імоджен Путс)
- Джек Раян: Теорія хаосу — Кеті Мюллер (Кіра Найтлі)

### 2013 рік
- Дружба і ніякого сексу? — Меган (Сара Гадон)
- Вовк з Уолл-стріт — Наомі Лапалья (Марго Роббі)
- Геракл. Початок легенди — Алкмена (Роксанна Маккі)
- 47 Ронін — Мізукі (Рінко Кікуті)
- Місце під соснами — Роміна (Єва Мендес)
- Вона — Саманта (Скарлетт Йоганссон)
- Втеча з планети Земля — Саманта (Джессіка Альба)
- Тор: Царство темряви — доктор Джейн Фостер (Наталі Портман)
- Два стволи — Деб (Паула Паттон)
- Пристрасті Дон Жуана — Барбара Шугармен (Скарлетт Йоганссон)
- Однокласники 2 — вчитель (Ейпріл Роуз)
- Копи в спідницях — Бет (Джеймі Денбо), Тетяна (Кейтлін Олсон)
- Нікчемний Я 2 — Шеннон (Крістен Шааль)
- Ілюзія обману — Хенлі Рівз (Айла Фішер)
- Похмілля: Частина III — Нефрит (Гізер Грем)
- Форсаж 6 — Жизель Харабо (Галь Гадот)
- Великий Гетсбі — Міртл Вілсон (Айла Фішер)
- Дуже страшне кіно 5
- Кров'ю і потом: Анаболіки (фільм) — Соріна Луминица (Бар Палі)
- Транс — жінка в червоній машині (Таппенс Мідлтон)
- Світ забуття — Юлія Русакова (Ольга Куриленко)
- 21 і більше — Ніколь (Сара Райт)
- Прикинься моїм хлопцем — Аліса Лантенс (Вірджинія Ефіра)
- Муві 43 — Джулі (Ганна Феріс), Вероніка (Емма Стоун)
- Мисливці на гангстерів — Грейс Фарадей (Емма Стоун)

### 2012 рік
- Одним менше — Беатріс Лузон (Нумі Рапас)
- Кохання по дорослому — Дезі (Меган Фокс)
- Тридцять хвилин по півночі — Джессіка (Дженніфер Елі)
- Даю рік
- Джек Річер — Хелен Родін (Розамунд Пайк)
- Чоловік нарозхват — Деніз (Кетрін Зета-Джонс)
- Гамбіт — Пі-Джей Пузновски (Кемерон Діас)
- Гічкок — Джанет Лі (Скарлетт Йоганссон)
- Ніхто не вижив — Тамара (Америка Оліво)
- Товстун на рингу — Белла Флорес (Сальма Гаєк)
- Місце під соснами — Роміна (Єва Мендес)
- Кон-Тікі — Лів Хейєрдал (Агнес Кіттельсен)
- Весняні надії
- Брудна кампанія за чесні вибори — Роуз Бреді (Кетрін Ланаса)
- Спадок Борна — Конні Доуд (Елізабет Марвел)
- Льодовиковий період 4: Континентальний дрейф — Стеффи (Нікі Мінаж)
- Дикуни — Офелія «Про» (Блейк Лайвлі)
- Тед Джонс і Загублений місто — Сара Лавро (Мішель Хеннер)
- Замбезія
- Любі — Мадлен у молодості (Людівін Саньє)
- Прометей — Меридіт Вікерс (Шарліз Терон)
- Чого чекати, коли чекаєш на дитину — Джулс Бекстер (Кемерон Діас)
- Месники — Наташа Романова / Чорна Вдова (Скарлетт Йоганссон)
- Джунглі кличуть! У пошуках Марсупіламі — Петунія (Жеральдін Накаш)
- Гнів Титанів — Андромеда (Розамунд Пайк)
- Закон доблесті — Моралес (Розалін Санчес)
- Залізне небо — Рената Ріхтер (Джулія Дітце)
- Усі люблять китів — Рейчел Крамер (Дрю Беррімор)
- Хроніка — Кейсі (Ешлі Хиншоу)
- Слова — Дора Дженсен (Зої Салдана)
- Перший раз — Обрі Міллер (Брітт Робертсон)
- Порочна пристрасть — Жулі Коте (Летиція Каста)
- Примарний вершник 2 — Надя (Марія Віоланте Плачідо)
- Діти сексу не перешкода — Мері (Меган Фокс)

### 2011 рік
- Право на «Ліво»— Ліза (Олександра Лемі)
- Літо. Однокласники. Любов — Ешлі (Грін, Ешлі)
- Елвін та бурундуки 3 — Бріттані Міллер (Крістіна Епплгейт), Зоуі (Дженні Слейт)
- Старий Новий рік— Лора Керрінгтон (Кетрін Гейґл)
- Як обікрасти хмарочос— Клер Денем (Теа Леоні)
- Кіт у чоботях— Кіса Мягколапка (Сальма Гаєк)
- Паранормальне явище 3 — Крісті Рей (Спрейг Грейден)
- Час — Сільвія Уайс (Аманда Сейфрід)
- Скільки у тебе? — Еллі Дарлінг (Анна Фаріс)
- Агент Джонні Інгліш: Перезапуск — Кейт Самнер (Розамунд Пайк)
- Що приховує брехня — Петаль (Джордана Спіро)
- Зараза — Еллі Хекстолл (Дженніфер Елі)
- Березневі іди — Іда Хорович (Маріса Томей)
- Хочу як ти — Сабрина (Олівія Уайлд)
- Це безглузде кохання — Ханна Уівер (Емма Стоун)
- Зоонаглядач — Стефані (Леслі Бібб)
- Гаррі Поттер і Смертельні реліквії: Частина 2 — Флер Делакур (Клеманс Поезі)
- Монте-Карло — Емма (Кеті Кессіді)
- Дуже погана училка — Елізабет Холсі (Кемерон Діас)
- Зелений Ліхтар — Керол Ферріс (Блейк Лайвлі)
- Люди Ікс: Перший клас — Рейвен Даркхолм / Містик (Дженніфер Лоренс)
- Драйв — Айрін (Кері Малліган)
- Опівночі в Парижі — Адріана (Маріон Котіяр)
- Наречений напрокат — Дарсі Рон (Кейт Гадсон)
- Подружки нареченої — Енні Вокер (Крістен Віг)
- Тор — Джейн Фостер (Наталі Портман)
- Форсаж 5 — Жизель Яшар (Гал Гадот)
- Крик 4 — Рейчел Майллз (Анна Паквін)
- Адвокат на лінкольні — Глорія (Кетрін Менніг)
- Красуня і чудовисько — Кендра Хилферти (Мері-Кейт Олсен)
- Любов: Інструкція по застосуванню — Micol
- Безшлюбний тиждень — Грейс (Крістіна Епплгейт)
- Prada і почуття— Мері Домінгес (Алекса Вега)
- Зовсім не бабій— Джоан Островські-Фокс (Енн Гейч)
- LEGO Ninjago. Masters of Spinjitzu— Харумі, Фейт

### 2010 рік
- Хоробрі перцем — Ізабелла (Наталі Портман)
- Як вийти заміж за мільярдера — Джорджі (Темзін Еджертон)
- Механік — Сара (Міні Анден)
- Більше, ніж секс — Емма (Наталі Портман)
- Любов з ризиком для життя — Джоанна Сорини (Вірджинія Ефіра)
- Мандри Гуллівера — Дарсі Сильверман (Аманда Піт)
- Митниця дає добро — Ірен Жанус (Карін Віар)
- Бурлеск — Ніккі (Крістен Белл)
- Швидше кулі — Чикеро (Карла Гуджино)
- Гаррі Поттер і Смертельні реліквії: Частина 1 — Флер Делакур (Клеманс Поезі)
- Скайлайн — Кендіс (Бріттані Деніел)
- Добрий ранок — Becky Fuller (Рейчел Мак-Адамс)
- Три дні на втечу — Erit (Моран Атіас)
- Не бійся темряви — Кім (Кеті Голмс)
- Руки-ноги за любов — Лаки (Джессіка Гайнс)
- Некерований — Конні Хупер (Розаріо Доусон)
- Пила 3D — Donna Evans (Крістін Сімпсон)
- Паранормальне явище 2 — Крісті Рей (Спрейг Грейден)
- Диявол — Ельза Нахай (Каролін Даверна)
- Стоун — Луситта (Мілла Йовович)
- Забери мою душу — Melanie Pratt (Шеннон Марі Уолш)
- Життя як воно є — Холлі Беренсон (Кетрін Гейґл)
- Місто злодіїв — Кріста Кафлін (Блейк Лайвлі)
- 127 годин — Крісті Мур (Кейт Мара)
- Десь — Layla (Лала Слоутмен)
- Мачете — Ейпріл Бут (Ліндсі Лоан)
- Чорний лебідь — Бет Макінтайр (Вайнона Райдер)
- Американець — Клара (Марія Віоланте Плачідо)
- Вампіри смокчуть — Рейчел (Аріель Кеббел)
- Хлопчики-нальотчики — Моніка Хетчер (Сулай Энао)
- Копи на підхваті — Шейла Рамос Гембл (Єва Мендес)
- Кішки проти собак: Помста Кітті Галор — Кетрін (Крістіна Епплгейт)
- Скотт Пілігрим проти світу — Рамона Флауерс (Мері Елізабет Вінстед)
- Початок — Мовляв (Маріон Котіяр)
- Хижаки — Ізабелль (Алісе Брага)
- Зірковий ескорт — Дафні Бінкс (Елізабет Мосс)
- 4.3.2.1. — Касандра (Тэмсин Егертон)
- Кілери — Джен Корнфельдт (Кетрін Гейґл)
- Секс у великому місті 2 — Кармен (Пенелопа Крус)
- Волл-стріт: гроші не сплять — Вінні Гекко (Кері Малліган)
- Я плюю на ваші могили — Дженніфер (Сара Батлер)
- Залізна людина 2 — Наталі Рашман / Наташа Романофф / Чорна вдова (Скарлетт Йоганссон)
- Божевільне побачення — Віппіт (Міла Куніс)
- Битва титанів — Андромеда (Алекса Давалос)
- Машина часу в джакузі — Дженні (Ліндсі Фонсека)
- Моя жахлива няня 2 — місіс Грін (Меггі Джилленгол)
- Полювання на колишню — Ірен (Кеті Моріарті)
- Парочка копів — Деббі (Рашида Джонс)
- День Святого Валентина — Ліз Коррін (Енн Гетевей)

### 2009 рік
- Минулої ночі в Нью-Йорку — Лора (Єва Мендес)
- З Парижа з любов'ю — Каролін (Касія Смутняк)
- Шпигун по сусідству Джилліан (Ембер Валетта)
- Елвін та бурундуки 2 — Британі Міллер (Крістіна Епплгейт)
- Історія одного вампіра — Мадам Труску (Сальма Гаєк)
- Іоанна — жінка на папському престолі — Папесса Іоанна (Йоханна Вокалек)
- Тільки для закоханих — Ронні (Малін Акерман)
- Вітаємо у Зомбіленді — Вічіта / Кріста (Емма Стоун)
- Кохання трапляється — Марті (Джуді Грір)
- Бабій — Емілі (Рейчел Бланчард)
- Котися! — Смэшли Сімпсон (Дрю Беррімор)
- Біла мла — Керрі Стетко (Кейт Бекінсейл)
- Пункт призначення 4 — Джанет Каннінгем (Хейлі Уебб)
- Гола правда — Еббі Ріхтер (Кетрін Гейґл)
- Бруно — камео (Пола Абдул)
- Тимчасово вагітна — Теа Клейхілл (Ліндсі Лоан)
- Трансформери: Помста полеглих — Мікаела Бейнс (Меган Фокс)
- Загублений світ — Холлі Кантрелл (Анна Фріл)
- Похмілля у Вегасі — Нефріт (Гізер Грем)
- Привиди колишніх подружок — Еллісон Вандермирш (Емма Стоун)
- Коко до Шанель — Габріель «Коко» Шанель (Одрі Тоту)
- Форсаж 4 — Жизель Яшар (Гал Гадот)
- Шері — Леа де Лонваль (Мішель Пфайффер)
- П'ятниця, 13-те — Аманда (Америка Оліво)
- Обіцяти — ще не одружитись — Ганна Маркс (Скарлетт Йоганссон)

### 2008 рік
- Месник — Шовкова Нитка (Скарлетт Йоганссон)
- Ґран Торіно — Ешлі Ковальські (Дрима Вокер)
- Заручник смерті — Клер (Еванджелін Ліллі)
- Зак і Мірі знімають порно — Міріам «Мірі» Лінки (Елізабет Бенкс)
- Нереальний блокбастер — Джуні МакГафф (Кріста Флэнеган)
- Цілком таємно: Я хочу вірити — агент Дакота Уітні (Аманда Піт)
- Подорож до Центру Землі — Ханна (Аніта Брієм)
- Голий барабанщик — Амелія (Емма Стоун)
- Вікі Крістіна Барселона — Вікі (Ребекка Голл)
- Патологія — Gwen Williamson
- Одного разу у Вегасі — Тіппер (Лейк Белл)
- Школа виживання — Ліза Зачи (Леслі Манн)
- В прольоті — Рейчел Дженсен (Міла Куніс)
- 10 000 років до н. е. — Еволет (Камілла Белль)
- Ще одна з роду Болейн — Анна Болейн (Наталі Портман)
- Русалонька: Дитинство Аріель — Аттіна (Кері Волгрен)
- Крок уперед 2: Вулиці — Енді Уест (Брайана Евіган)
- Красуня і страховисько — Джун Фіг (Крістін Лакін)

### 2007 рік
- P. S. Я кохаю тебе — Холлі Рейлі Кеннеді (Хіларі Суонк)
- Елвін та бурундуки — Клер Вілсон (Кемерон Річардсон)
- Територія незайманості — Пампинея (Міша Бартон)
- Безвухі зайці — Міріам
- Стрілець — Сара Фенн (Кейт Мара)
- Джуно — Аманда (Кендіс Аккола)
- Щоденники няні — Енні (Скарлетт Йоганссон)
- Я знаю, хто вбив мене — Обрі Флемінг / Дакота Мосс (Ліндсі Лоан)
- Чак і Ларрі: Запальні молодята — Алекс МакДонаф (Джессіка Біл)
- Трансформери — Мікаела Бейнс (Меган Фокс)
- Планета страху — Черрі Дарлінг (Роуз Макгавен)
- Крута Джорджія — Рейчел Вилкокс (Ліндсі Лоан)
- Пророк — Ліз Купер (Джессіка Біл)
- Параноя — Ешлі Карлсон (Сара Ремер)
- 300 спартанців — Горго (Ліна Гіді)

### 2006 рік
- Помста — Карен Девіс (Сара Мішель Геллар)
- Прокляття 2 — Карен Девіс (Сара Мішель Геллар)
- Персонаж — Ана Паскаль (Меггі Джилленгол)
- Як малі діти — Кеті Адамсон (Дженніфер Коннеллі)
- H2O: Просто додай води — Джулія/Софі Бенджамін (Терін Марлер)
- Привид Гойї — Інес / Алісія (Наталі Портман)
- Гарфілд 2 — Еббі (Люсі Девіс)
- Люди Ікс: Остання битва — Каллісто (Данія Рамірес)
- Русалочка — Аттина
- Місія нездійсненна 3 — Джулія (Мішель Монаган)
- Американська мрія — Саллі Кенду (Менді Мур)
- «V» означає Вендета — Іві Хеммонд (Наталі Портман)
- Кохання та інші катастрофи — Емілі Джексон (Бріттані Мерфі)

### 2005 рік
- Анатомія Грей — доктор Мередіт Грей
- Доміно — Доміно (Кіра Найтлі)
- Хочу бути тобою — Меггі Феллер (Кемерон Діас)
- Кров за кров — Софі (Софія Вергара)
- Сорокалітній незайманий — Бет (Елізабет Бенкс)
- Любов до собак обов'язкова — Крістін (Алі Хілліс)
- Труп нареченої — чорна вдова (павучиха) (Джейн Хоррокс)
- Земля мертвих — Слек (Азія Ардженто)
- Де ховається правда — Карен О'коннор (Елісон Ломан)
- Будинок воскових фігур — Пейдж Едвардс (Періс Гілтон)
- Олівер Твіст — Бет (Офелія Ловібонд)

### 2003 рік
- Труднощі перекладу — Келлі (Анна Фаріс)
- Джильи — Ріки (Дженніфер Лопес)
- Подвійний форсаж — Сюки (Девон Аокі)
- Як позбутися хлопця за 10 днів

### До 2003 року
- 24 години (серіал) (2001—2010) — Audrey Raines
- Мері Поппінс (1964) — місіс Уініфред Бенкс (Глініс Джонс)

## Озвучування відеоігор
- 2018 — Shadow of the Tomb Raider — Такий, Дієго
- 2018 — Far Cry 5 — Теммі
- 2017 — Need for Speed: Payback — Куратор
- 2017 — Horizon Zero Dawn: The Frozen Wilds — Секулі
- 2017 — Assassin's Creed Origins — Хнум і Некет, Сет і Анат, Номарх, Шад'я
- 2017 — Destiny 2 — Нейроматриця
- 2017 — Гвинт: Відьмак. Карткова гра — Йенніфер з Венгерберга
- 2017 — Syberia III — Ольга Єфімова
- 2017 — Tom clancy's Ghost Recon Wildlands — Долорес «Коза» Серано де Перес, Юрі, Мати-Кока, Росіта
- 2016 — Battle Carnival — Наташа
- 2016 — Deus Ex: Mankind Divided — Дарія Мишка
- 2016 — Homefront: The Revolution — Лорна
- 2016 — Overwatch — Фатальна вдова[6]
- 2016 — Uncharted 4: Шлях злодія — Черниця
- 2015 — Assassin's Creed Syndicate — Єпископ
- 2015 — Halo 5: Guardians — Лінда
- 2015 — Відьмак 3: Дикий гін — Йеннифер з Венгерберга[7]
- 2015 — Heroes of the Storm — Джоанна
- 2014 — Assassin's Creed: Unity — Єпископ
- 2014 — Alien: Isolation — Фостер
- 2014 — Diablo III: Reaper of Souls — Хрестоносець (жіночий персонаж)
- 2013 — Knack — Катріна
- 2013 — Dota 2 — Phantom Assassin, Queen of Pain
- 2013 — Beyond: Two Souls — Джоді
- 2013 — League of Legends — Катаріна, Міс Фортуна
- 2013 — Splinter Cell: Blacklist — Сара Фішер
- 2012 — Risen 2: Dark Waters — Петті
- 2012 — Uncharted: Золота Безодня — Маріса Чейз
- 2011 — Call of Duty: Modern Warfare 3 — Альона Воршевская
- 2011 — The Elder Scrolls V: Skyrim — Мьол Левиця, Бірна, Гердур, Даніка Світло Весни і стражники-жінки
- 2010 — Dragon Age: Origins — Awakening — Сигрун, Серанні
- 2009 — Assassin's Creed II — Троянда
- 2009 — Dragon Age: Origins — Тейрна Елеонора Кусланд, Матінка Меллол, Неравь Хельмі, Елора, Мітра, Марджолайн, Шевра, ельфа Шіанні, що сперечається, епізодичні персонажі
- 2008 — A Vampyre Story — Мона Де Лафітт

## Інша озвучка
- Голосовий помічник від Яндекса — Голос Аліси[8]

## Актриса
- Власик. Тінь Сталіна (серіал) (2017)
- Готель Елеон (серіал) (2016) — гостя бутік-готелю Eleon (1-а та 2-а серії)
- Вовки та вівці: ме-е-е-га перетворення (2016) — Мамі (озвучення)
- Фатальне спадок (2014)
- П'ята стража (серіал) (2013)
- Білка і Стрілка. Місячні пригоди (2013) (озвучення)
- Дурна кров (серіал) (2013)
- Віолетта з Атамановки (серіал) (2013) — Галка, подруга Віолетти, офіціантка
- Слід (серіал) (2012) — Зінаїда Мишакова (816-я серія)
- П'ятницький. Глава друга (серіал) (2012) — потерпіла (5-а серія)
- Право на правду (серіал) (2012) — Ніна Миколаївна, вдова Корзуна (24-а серія)
- Черкізона. Одноразові люди (серіал) (2010) — Марина, аптекарка, дружина Ракова
- Година Волкова-4 (серіал) (2010) — «рабиня» (5-я серія)
- Доктор Тирса (серіал) (2010) — Катя, перша дружина Грушина (20-а серія)
- Спецкор відділу розслідувань (серіал) (2009) — Марія
- Життя, якої не було (2008) — Жанна
- Троє з площі Карронад (серіал) (2008)
- Глухар (серіал) (2008) — Марина
- Пантера (серіал) (2007) — Валентина
- Повернення Турецького (серіал) (2007) — медсестра (фільм № 1 «Справа Турецького»)
- Зворотний відлік (2006)
- Люба, діти та завод… (серіал) (2005—2006) — Таня
- Таксистка 2 (серіал) (2005)
- Життя — поле для полювання (серіал; 2005)
- Ганна (2005)
- Політ лелеки над капустяним полем (2004) — мати новонародженої
- Три сестрички (2002)
- Сезон полювання 2 (серіал) (2001) — Юлія
- Будемо знайомі! (серіал) (1999) — Люба
- Мещерські (1995)